# Sant Martí d'Albars
Sant Martí d'Albars är en kommun i Spanien.   Den ligger i provinsen Província de Barcelona och regionen Katalonien, i den östra delen av landet, 500 km öster om huvudstaden Madrid. Antalet invånare är 106. Arean är 14,7 kvadratkilometer. Sant Martí d'Albars gränsar till Lluçà, Perafita, Olost och Prats de Lluçanès. 
Terrängen i Sant Martí d'Albars är huvudsakligen platt, men åt nordväst är den kuperad.